# Centralisation
Pour les articles homonymes, voir Centralisation (homonymie).
 (février 2013).
La centralisation est un mode d'organisation administratif d'un État dans lequel toutes les décisions seraient prises dans un même lieu pour garantir l'égalité de traitement des administrés. Elle est inspirée du jacobinisme venant de la Révolution française. Cependant, la centralisation administrative ne pourrait être réalisée de façon concrète de par sa lourdeur administrative ainsi que par l'absence de conscience du particularisme des régions éloignées de la capitale administrative.

## Chronologie

### Ancien Régime
La société ternaire était caractérisée par des pouvoirs régaliens locaux entièrement contrôlés par des nobles ou le clergé, la monarchie avait ainsi peu de pouvoirs sur des territoires précis. La centralisation a débuté au début du XVIe siècle avant de s'accélérer jusqu'au début du XXe siècle, notamment par la division du nombre de nobles et de membres du clergé par deux à la fin du XVIIe siècle et par la Révolution française.
Alexis de Tocqueville, dans la tradition libérale classique, notait également dans L'Ancien Régime et la Révolution (1856) que la centralisation avait commencé avant la Révolution française.
- En 1635, des commissaires, les intendants sont envoyés directement par le roi dans différentes généralités.
- En 1661, Louis XIV ne nomme pas de Premier ministre et concentre à lui seul tous les pouvoirs. Début du « mal français » selon Alain Pierrefitte.
- En 1682, la cour s'installe à Versailles — « système de cour » — les nobles vont auprès du roi, auprès du soleil.
- En 1695, instauration de la capitation.
- Jean-Baptiste Colbert y contribue sur le plan économique par le colbertisme en introduisant des monopoles étatiques (manufactures : Manufacture nationale de Sèvres — porcelaine, manufacture de Beauvais[3] — tapisserie) dont les résultantes sont devenues de grandes entreprises publiques passées depuis au secteur privé (exemple : Saint-Gobain, la Compagnie des Glaces).
- L'État français était déjà extrêmement centralisé à la fin des guerres de religion sous le gouvernement du Cardinal de Richelieu. Cette centralisation absolutiste s'intensifia après l'échec de la Fronde et Mazarin, mais s'est largement accélérée lors de la Première République et surtout au moment du Code Napoléon qui organisa définitivement le pays sous le mode de l'administration militaire romaine avec l'instauration des préfectures.
- Cependant, cette centralisation a connu dès le départ une résistance importante ; c'est, par exemple, ce que Pierre Rosanvallon analyse tout au long de son ouvrage Le Modèle politique français. Il analyse, dans la tradition libérale tocquevillienne, l'État comme une force dominant les citoyens, force contre laquelle les corps sociaux s'élèveraient progressivement. On pourrait par exemple noter la timide tentative de décentralisation qui a eu lieu pendant la première moitié de la Troisième République.

Les critiques violentes aux phénomènes de centralisation n'ont pas manqué. Par exemple, l'auteur franc-maçon américain Albert Pike écrivait :

« La France devint centralisée dans son gouvernement davantage par l'apathie et l'ignorance de ses peuples que par la tyrannie de ses rois. Quand la plus intime vie locale est abandonnée à la tutelle directe de l'État, et que la réparation du beffroi d'une église de campagne requiert un ordre écrit du pouvoir central, un peuple est en état de gâtisme. Les hommes sont élevés dans l'imbécillité, dès l'aube de la vie sociale. Quand le gouvernement central nourrit des portions de la population, il les prépare à être esclaves. Quand il dirige lui-même les affaires des paroisses et des comtés, ils sont déjà des esclaves. L'étape suivante est de réguler le travail et les salaires. »

— Albert Pike, Morales et Dogme, 1871

### Trente Glorieuses
Les Trente Glorieuses sont caractérisées par une très forte centralisation économique : le capital national était détenu à 30 % par l’État, et le capital industriel à 50 %.
La forte stagflation amenant à la fin des trente glorieuses causée par la crise pétrolière a remis en cause cette forte centralisation économique, aboutissant au tournant de la rigueur, soit une décentralisation de l'économie par des privatisations d'entreprises publiques.

## Caractéristiques
La centralisation se traduit par une volonté unique, celle de l'État, qui part du sommet de l'État et se transmet jusqu'aux extrémités du pays, imposant une administration fortement unifiée et hiérarchisée.